# 湯ノ岳パーキングエリア
湯ノ岳パーキングエリア（ゆのだけパーキングエリア）は、福島県いわき市にある常磐自動車道のパーキングエリアである。

## 施設

### 上り線（水戸・東京方面）
- 駐車場
  - 大型 12台
  - 小型 20台
- トイレ
  - 男性 大2（和式1・洋式1）・小5
  - 女性 5（和式1・洋式4）・同伴の男児用1
  - 車椅子用 1
- 給電スタンド（24時間）
- 自動販売機

### 下り線（いわき・仙台方面）
- 駐車場
  - 大型 12台
  - 小型20台
- トイレ
  - 男性 大2（和式1・洋式1）・小5
  - 女性 5（和式1・洋式4）・同伴の男児用1
  - 車椅子用 1
- 給電スタンド（24時間）
- 自動販売機
- ハイウェイ情報ターミナル

## 隣
E6 常磐自動車道
(16)いわき湯本IC - 湯ノ岳PA - (16-1)いわきJCT - (17)いわき中央IC